# Сер (приток Дордони)
Сер (фр. Cère) — река во Франции, протекающая в Центральном массиве, в департаментах Канталь, Коррез и Ло. Длина реки — 120,38 км. Крупнейший левый приток Дордони ниже города Бретну.

## Гидронимика
Гидроним Cère, вероятно, имеет доиндоевропейский корень ser, обозначающий «возвышенность, с которой течёт река».

## География
Сер начинается на высоте около 1370 м над уровнем моря в департаменте Канталь в региональном природном парке «Вулканы Оверни» к западу от перевала Коль-де-Фонт-де-Сер, у горнолыжной станции Лиоран, в горном массиве Канталь. Река образует одну из главных долин горного массива Канталь, прежде чем впасть в небольшой осадочный бассейн Орийак. Границы этой долины определяются морфологией ледникового цирка выше по течению, линиями хребтов на склонах и ледниковым барьером Па-де-Сер. Несколько ровных участков, обусловленных наличием более твёрдых пород (базальт и трахит), лучше сопротивляющихся ледниковой эрозии, локально изменяют её профиль. Затем река протекает через природный регион Шатеньерай до Ларокбру, а затем впадает в ущелье в природном регионе Ксентри. Впадает в Дордонь на левом берегу, ниже по течению от Бретену в коммуне Прюдом.
Сер дал название нескольким коммунам, которые он пересекает или рядом с которыми протекает: Вик-сюр-Сер, Арпажон-сюр-Сер, Лаваль-де-Сер, Ганьяк-сюр-Сер и Бьяр-сюр-Сер.

## Геология и экология
Верхнее течение представляет собой типичную ледниковую долину, имеющую форму жёлоба, образующего глубокую впадину с перепадом высот 350 м. Богатые почвы способствовали интенсивному развитию сельского хозяйства на дне долины, где преобладают сенокосные угодья. Долина также характеризуется быстро растущей застройкой. Самые крутые участки склонов (образованные породами вулканического происхождения, состоящими преимущественно из брекчий) покрыты лесами, образующими непрерывные полосы. Заброшенность пастбищ благоприятствует колонизации вересковой пустошью, иногда уже с присутствием небольших пионерных кустарников. Скальные выходы (брекчии), пронизывающие лесной покров склонов, придают ландшафтам руинообразный вид. Выше Вик-сюр-Сер (у ледникового шлюза Па-де-Сер) долина изменяется, превращаясь в долину V-образной формы с, по сути, более узким дном долины, которое менее пригодно для эксплуатации или проживания. Ближе к нижнему течению склоны становятся более пологие, заканчиваясь у Орийака. К западу от бассейна Орийака, в нижней части ландшафтного комплекса, долина снова становится крутой и затапливается со стороны Сент-Этьен-Канталеса через водохранилище плотины ГЭС Сент-Этьенн-Канталес.

## Основные притоки
Сер имеет два рукава и 58 притоков, основные из которых:
- Маму, 15,4 км, правый приток
- Жордан, 40,6 км, правый приток
- ручей Лента Lentat, 10,7 км, левый приток
- ручей Роан, 20,1 км, левый приток
- ручей Англ, 9,7 км, левый приток
- Отр, 42 км, правый приток
- ручей Понталь, 13,3 км, левый приток
- ручей Лакан (или Оз), 14,9 км, правый приток
- ручей Бранюг, 10,1 км, правый приток
- ручей Эскальмель, 24,7 км, левый приток
- ручей Канд, 7,6 км, левый приток
- ручей Орг, 11,1 км, правый приток
- ручей Негреваль, 9,8 км, левый приток

## Галерея
- Река Сер
- В Ганьяк-сюр-Сер
- В Сансак-де-Мармьес
- В Бретену
- Плотина в Сент-Этьен-Канталес
- Водохранилище Сент-Этьен-Канталес